# Малек, Иван
Иван Малек (28 сентября 1909, Забрех, Чехия — 8 ноября 1994, Чехия) — чехословацкий микробиолог.

## Биография
Родился 28 сентября 1909 года в Забрехе. В начале 1930-х годов переехал в Прагу и поступил в Карлов университет и в середине 1930-х годов его окончил и тут же администрация взяла его на работу, где до 1948 года он был научным сотрудником. В 1945 году совершил научную поездку в США и Канаду. В 1948 году он был избран профессором микробиологии всё того же Карлова университета и проработал вплоть до 1980-х годов, одновременно с этим в 1962 году он был избран директором Института микробиологии и проработал вплоть до 1970 года.
Как активный коммунист принимал участие в политической жизни послевоенной Чехословакии, с 1965 года возглавлял Социалистическую академию. При этом в 1940-х выступал против «лысенковщины» и отстаивал менделевскую генетику. Избран в Национальное собрание ЧССР на выборах 1960 года, участвовал в подготовке новой Конституции Чехословакии. В 1964 году был переизбран и оставался народным депутатом до 1968 года. На XII съезде Коммунистической партии Чехословакии в 1962 году избран в ЦК КПЧ, переизбран на XIII съезде.
Хотя считался близким к президенту Антонину Новотному и во время «Пражской весны» слыл догматиком, осудил её подавление советскими войсками. В годы гусаковской «нормализации» был фактически отстранён от политической и профессиональной жизни и в 1973 году отправлен на пенсию.
Скончался 8 ноября 1994 года в Чехии.

## Научные работы
Основные научные работы посвящены общей, технической и медицинской микробиологии.
- Разработал метод избирательного культивирования микроорганизмов, который впоследствии широко используется в технической микробиологии.
- Сыграл важную роль в организации ряда институтов биологического профиля, в развитии медицинских исследований и фармацевтической промышленности в Чехословакии.

## Членство в обществах
- Председатель Международного координационного центра по разработке методов проточного непрерывного культивирования микроорганизмов.
- Член Нью-Йоркской АН.
- 1952-90 — Член Чехословацкой АН.
- 1960-65 — Вице-президент Чехословацкой АН.
- 1962-94 — Член Германской академии естествоиспытателей «Леопольдина».
- 1965-70 — Член Президиума Чехословацкой АН.
- 1965-94 — Член Королевской шведской академии инженерных наук.
- 1966-94 — Иностранный член Болгарской АН.
- 1967-94 — Вице-президент Международного союза биологических наук.

## Награды и премии
- 1951, 1959 — Премия имени Я. Готвальда (2-х кратный лауреат).
- 1956 — Медаль имени Я. Пуркине.
- 1966 — Международная Ленинская премия «За укрепление мира между народами».